# بوبي جي. رايس
بوبي جي. رايس (بالإنجليزية: Bobby G. Rice)‏ هو مغن مؤلف ومغني أمريكي، ولد في 11 يوليو 1944.

## وصلات خارجية
- الموقع الرسمي
- بوبي جي. رايس على موقع ميوزك برينز (الإنجليزية)
- بوبي جي. رايس على موقع ديسكوغز (الإنجليزية)